# Coup d'État de 1980 au Suriname

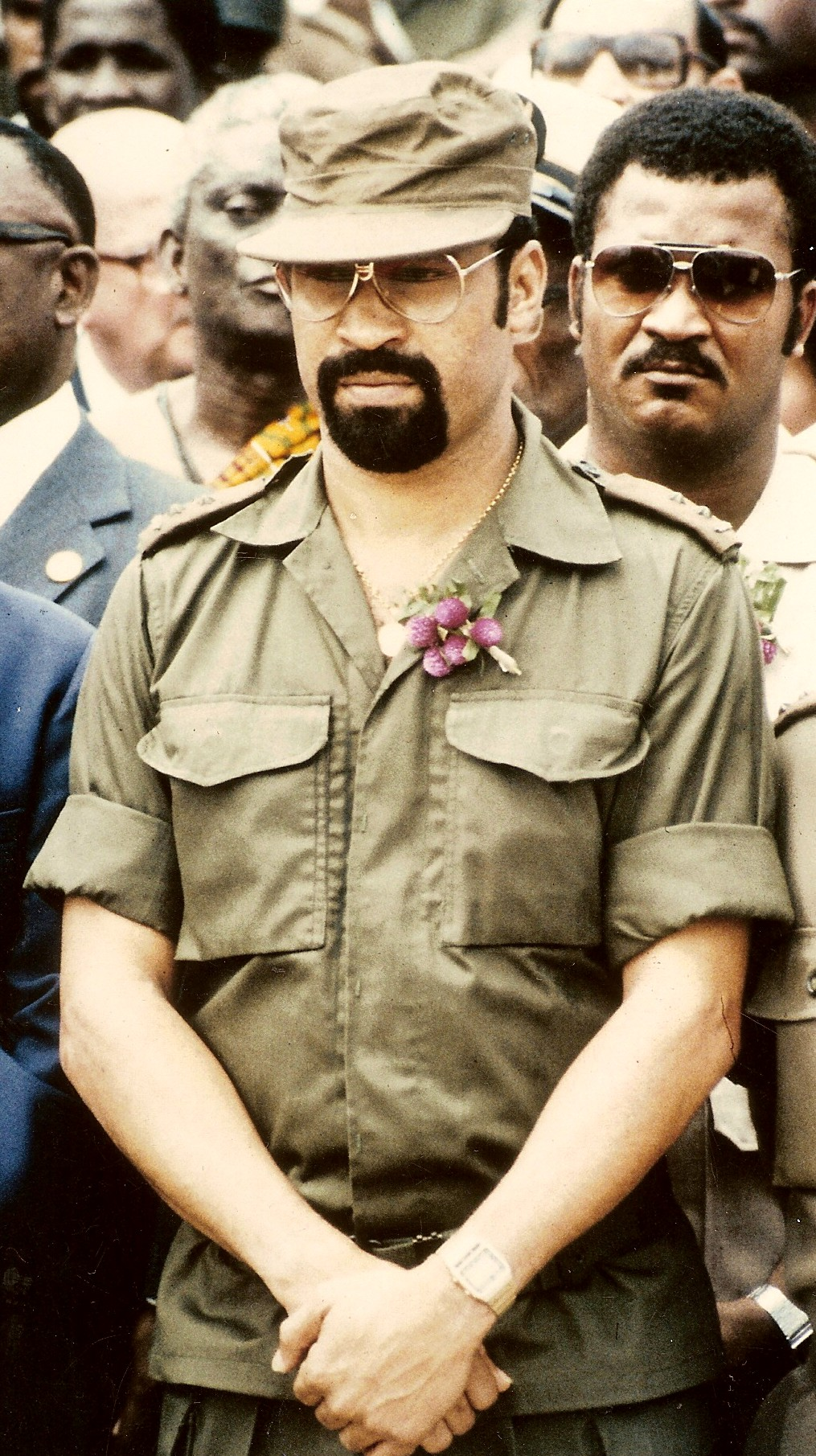
Bouterse en 1985.

Le coup d’État de 1980 au Suriname , également appelé le coup d'État des sergents (en néerlandais : De Sergeantencoup), est un coup d'État survenu au Suriname le 25 février 1980, et mené par un groupe de 16 sergents (en néerlandais : groep van zestien) et un peu moins de 400 hommes des Forces armées surinamiennes (SKM), dirigés par Dési Bouterse, qui renversent violemment le gouvernement du Premier ministre Henck Arron,.

## Contexte
Cinq ans après son indépendance, le Suriname était frappé par une stagnation économique, le chômage atteignant 18% en 1977. Le coup d'État fait suite au refus de l'administration de reconnaître la création d'un syndicat au sein de l'armée et au passage devant la cour martiale de trois sergents qui figureront au nombre des putschistes et est alors plutôt favorablement accueilli par la population. Cela marque le début de la dictature militaire qui a dominé le pays de 1980 à 1991. La dictature comportait la présence d'un couvre-feu le soir, l'absence de liberté de la presse , l'interdiction des partis politiques (à partir de 1985), une restriction de la liberté de réunion , un niveau élevé de corruption dans le gouvernement et des exécutions sommaires d'opposants politiques.

## Développement
Le président Johan Ferrier a finalement été limogé de ses fonctions en août 1980 et plusieurs mois après le coup d'État de Bouterse, la plupart des autorités politiques ont été transférées à la junte militaire. À partir de ce moment-là jusqu'en 1988, les présidents titulaires étaient essentiellement installés par l'armée de Bouterse, qui dirigeait de facto pays avec peu de contrôles sur son pouvoir.

### Assassinats de décembre et massacre de Moïwana
Le 8 décembre 1982, un groupe de quinze universitaires, journalistes, avocats, dirigeants syndicaux et responsables militaires s'opposant au régime de Bouterse sont enlevés et emmenés au Fort Zeelandia à Paramaribo où ils sont torturés et sommairement exécutés. Quatorze des personnes exécutées étaient des Surinamiens ; Le journaliste Frank Wijngaarde (nl) était un ressortissant néerlandais. Les événements sont connus comme les meurtres de décembre.
Le 29 novembre 1986, soit quelques mois après le déclenchement de la guerre civile les soldats de Bouterse font irruption dans le village bushinenge de Moïwana (en) et y massacrent sans vergogne des dizaines de civils (entre 39 et 50 selon les estimations), principalement des femmes et des enfants, au prétexte qu'ils hébergeraient Ronnie Brunswijk, le chef des rebelles du Jungle Commando. Cependant certains contredisent cette explication et affirment que le motif de tels meurtres serait purement raciste.

### Transition vers la règle démocratique
Des élections ont eu lieu en 1987 et une nouvelle constitution a été adoptée, ce qui a notamment permis à Bouterse de rester aux commandes de l'armée.
Insatisfait du nouveau gouvernement, Bouterse l'a renversés le 24 décembre 1990 par un autre coup d'État. Cet événement est devenu populairement connu comme le coup de téléphone. En 1991, les élections ont été organisées au Suriname, où le parti du nouveau front a remporté 41 des 51 sièges au parlement. Ronald Venetiaan (un adversaire de Bouterse) est devenu président. En 1996, Jules Wijdenbosch a été élu président du Suriname au nom du parti de Bouterse, le parti national-démocrate (NPD). En 2000 et 2005, Ronald Venetiaan a été élu président du Suriname. Dési Bouterse est revenu au pouvoir en tant que président en 2010.

## Source
- (en) Cet article est partiellement ou en totalité issu de l’article de Wikipédia en anglais intitulé « 1980 Surinamese coup d'état » (voir la liste des auteurs).